# Gustave Flourens

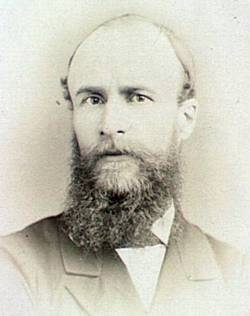
Retrato de Gustave Flourens

Gustave Flourens (París, 4 de agosto de 1838-Chatou, 3 de abril de 1871) fue un intelectual revolucionario francés.

## Biografía
Nació el 4 de agosto de 1838 en París. En noviembre de 1866 llegó a Creta, donde participó en la insurrección que tuvo lugar en la isla entre 1866 y 1869. Fue condenado a tres meses de prisión acusado de ofender a Napoleón III. Durante parte de 1870, vivió exiliado en Inglaterra, hasta su vuelta a París el 4 de septiembre. Llegó a convertirse en uno de los líderes de la Comuna de París, en la que fue hecho prisionero; falleció ejecutado por los versaillistas el 3 de abril de 1871 en Chatou.